# Sam Harris (Pianist)
Sam Harris (* 5. Januar 1986 in Dallas, Texas) ist ein US-amerikanischer Jazzpianist.

## Leben und Wirken
Harris bekam als Kind eine klassische Klavierausbildung. Nach dem Besuch der Booker T. Washington High School for the Arts hatte er zunächst Privatunterricht bei Janet Jones und Bill Lohr, bevor er 2004 nach New York zog, um an der Manhattan School of Music zu studieren, u. a. bei Jason Moran, Garry Dial und John Riley. Seitdem spielte er in der New Yorker Jazzszene u. a. mit Mary Halvorson, Miho Hazama, Rudy Royston, Logan Richardson, Gretchen Parlato und Ambrose Akinmusire, auf dessen Blue-Note-Album The Imagined Savior Is Far Easier to Paint er zu hören ist. Im Bereich des Jazz war er zwischen 2000 und 2014 an acht Aufnahmesessions beteiligt, u. a. mit Miho Hazama. 2014 legte er sein Debütalbum Interludes bei Fresh Sound New Talent vor, an dem Ben van Gelder (as, bcl), Román Filiú (as, fl), Martin Nevin, Ross Gallagher (b) und Craig Weinrib (dr) mitwirkten.

## Diskographische Hinweise
- Ergo: If Not Inertia (Cuneiform Records, 2010), mit Brett Sroka, Mary Halvorson, Sebastian Kruger, Shawn Baltazor
- Miho Hazama: Journey to Journey (Verve Records, 2012)
- Ben van Gelder Reprise (Pirouet Records, 2013, mit Peter Schlamb, Rick Rosato, Craig Weinrib, sowie Mark Turner und Ben Street)
- Rudy Royston: 303 (Greenleaf Music, 2013), u. a. mit Nadja Noordhuis, Jon Irabagon, Nir Felder, Mimi Jones, Yasushi Nakamura
- Harmony (2019), mit Martin Nevin und Craig Weinrib